# Trichuriella monsoniae
Trichuriella es un género monotípico de fanerógamas pertenecientes a la familia Amaranthaceae. Su única especie: Trichuriella monsoniae, es originaria de Asia.

## Descripción
Es una planta herbácea perenne, que alcanza un tamaño de 5-50 cm de altura. Tallo ramificado desde la base, las ramas ascendentes o estoloníferas, blanco lanosa. Hojas opuestas o casi verticiladas, sésiles, de color verde grisáceo,  lineares, de 1-2.5 cm x 1 mm, envés blanco lanoso, adaxialmente glabras, atenuadas en la base. La inflorescencia terminal en espigas, estrechamente ovadas o cilíndricas, 0.5-2.5 cm, 3-5 mm de diámetro, blanco lanosa; raquis. Muy corto o ausente. Las brácteas y bractéolas lanceoladas, de 1-2 mm, envés blanco lanoso.  Utrículos ovoide, de 1.5-2 mm, circumscissile en el ápice. Semillas de color marrón, ligeramente brillante, ovoide, de 1-1.5 mm, liso. Fl. Abril-agosto, fr. Agosto-Nov.

## Distribución y hábitat
Se encuentra en la arena, en la orilla del mar, al nivel del mar en Hainan en China, y en India, Birmania, Sri Lanka, Tailandia y Vietnam.

## Taxonomía
Trichuriella monsoniae fue descrita por (L.f.) Bennet y publicado en Indian Journal of Forestry 8: 86. 1985.
Sinonimia
- Aerva monsoniae (L. f.) Mart.
- Illecebrum monsoniae L. f.
- Trichurus monsoniae (L. f.) C.C. Towns.	[3]
- Achyranthes monsoniae (Linnaeus f.) Persoon;
- Achyranthes setacea Roth;
- Celosia monsoniae (Linnaeus f.) Retzius;[1]